# Cunningham Car Company
Cunningham – amerykańskie przedsiębiorstwo motoryzacyjne, zajmujące się produkcją samochodów.
Pierwotnie przedsiębiorstwo zajmowało się produkcją ręcznie montowanych powozów konnych, a na przełomie wieków misternie rzeźbionych sań i eleganckich karawanów. W 1907 roku Cunningham wyprodukowało pierwszy elektryczny automobil, a rok później pierwsze pojazdy benzynowe zasilane wypożyczonymi silnikami. W 1911 roku przedsiębiorstwo to skonstruowało pierwszy samochód z nadwoziem typu tourer - Cunningham Type J. Największym osiągnięciem tej firmy był jednak Cunningham Touring Car z 1916 roku - pojazd z silnikiem V8 o pojemności 7,2 litra i ultranowoczesnym sprzęgłem wielotarczowym mokrym.